# Mars Surveyor 2001

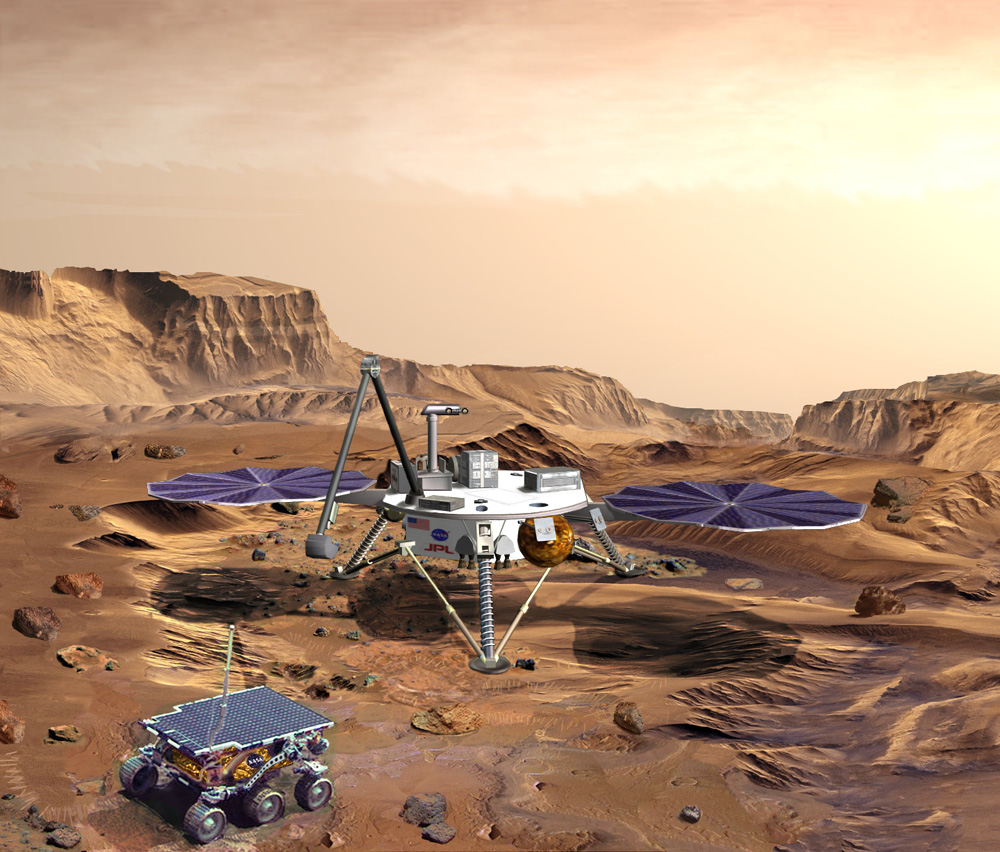
Mars Surveyor 2001 Lander

Mars Surveyor 2001 est un projet constitué de deux missions spatiales, Mars Surveyor Orbiter 2001 et Mars Surveyor Lander 2001 qui devaient être lancées en 2001 dans le cadre du programme spatial américain d'exploration de la planète Mars. 

## Mars Surveyor Orbiter2001
L'orbiteur hérite de nombreuses caractéristiques de celui de la mission Mars Climate Orbiter, lancée précédemment le 11 décembre 1998. Il est conçu pour orbiter la planète Mars durant trois ans en effectuant une analyse minéralogique approfondie de la surface martienne ainsi que des mesures des radiations reçues en orbite. Sur une période de 5 ans, l'orbiteur doit aussi relayer les communications UHF entre les atterrisseurs en surface et les missions suivantes sur Mars. 
À la suite de la perte des deux sondes Mars Climate Orbiter et Mars Polar Lander en 1999, la stratégie menée par la NASA depuis plusieurs années avec l'approche dite « faster, better, cheaper » (« plus vite, mieux, moins cher ») est remise en cause, notamment en ce qui concerne les deux sondes prévues en 2001. En conséquence, la mission Mars Surveyor Lander 2001 est annulée en mai 2000 mais la décision est prise de conserver la seconde mission avec l'orbiteur. La mission Mars Surveyor Orbiter 2001 est cependant rebaptisée 2001 Mars Odyssey et la sonde est lancée avec succès le 7 avril 2001 qui atteint Mars le 24 octobre 2001.

## Mars Surveyor Lander2001

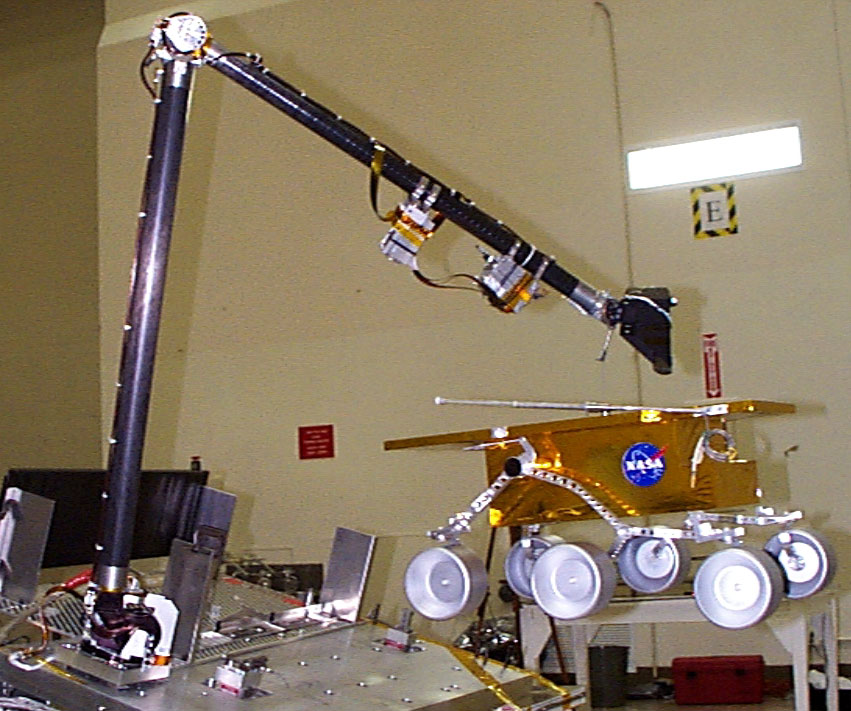
Le rover Marie Curie de la mission Mars Surveyor Lander 2001.

Cette mission devait être lancée le 10 avril 2001 par une fusée Delta II 7425 depuis Cap Canaveral et atteindre Mars le 22 janvier 2002 après un périple de 9 mois. En fonction du lieu où se pose l'atterrisseur, sa durée de vie nominale est estimée entre 100 sols (jours martiens) et 50 sols.
La sonde est constituée d'un atterrisseur et d'un petit rover. Sa masse initiale avec le carburant est de 628 kg et fait finalement 300 kg de moins lorsqu'elle arrive sur le sol de Mars. L'atterrisseur est équipé de plusieurs instruments qui lui permettent d'étudier le sol martien, la composition de son atmosphère et les radiations en surface. Il est formé d'une plateforme à trépied équipée d'instruments similaires à ceux de la mission Mars Polar lander lancée en 1999. Un réseau de cellules solaires flexibles sur une surface de 3 m2 associé à deux batteries lithium-ion permettent de fournir à l'atterrisseur une puissance de 25  à   30 W, celui-ci fonctionnant principalement de jour.
Alors qu'initialement c'est le rover Athena qui est prévu pour la mission, celui-ci n'est pas prêt à temps et est finalement remplacé par une version proche de celle du rover Sojourner de la mission Mars Pathfinder. Le rover nommé Marie Curie est commandé depuis la Terre et est principalement équipé d'appareils photographiques (noir et blanc) ainsi que d'un spectromètre X (APXS) identique à celui de Sojourner qui lui permet d'évaluer la composition des roches et du sol. Le rover d'une masse de 13,81 kg est monté sur six roues motrices et ne mesure que 48 cm de large pour une hauteur de 28 cm. Il est également équipé de cellules solaires qui lui fournissent une puissance maximale de 16 W. Le rover est conçu pour parcourir une centaine de mètres durant sa mission.